# Мајлсберг (Пенсилванија)
Мајлсберг (енгл. Milesburg) град је у америчкој савезној држави Пенсилванија.

## Демографија
По попису из 2010. године број становника је 1.123, што је 64 (-5,4%) становника мање него 2000. године.
| Група             | 2000.         | 2010.         |
| Белци             | 1.172 (98,7%) | 1.106 (98,5%) |
| Афроамериканци    | 2 (0,2%)      | 5 (0,4%)      |
| Азијати           | 0 (0,0%)      | 5 (0,4%)      |
| Хиспаноамериканци | 7 (0,6%)      | 3 (0,3%)      |
| Укупно            | 1.187         | 1.123         |